# NGC 1481
NGC 1481 ist eine elliptische Zwerggalaxie mit ausgedehnten Sternentstehungsgebieten vom Hubble-Typ E/S0 im Sternbild Eridanus am Südsternhimmel. Sie ist schätzungsweise 68 Millionen Lichtjahre von der Milchstraße entfernt und hat einen Durchmesser von etwa 20.000 Lichtjahren. Wahrscheinlich bildet sie mit NGC 1482 ein gravitativ gebundenes Galaxienpaar.
Das Objekt wurde am 13. November 1835 vom britischen Astronomen John Herschel entdeckt.